# Герб Боснии и Герцеговины
Герб Бо́снии и Герцегови́ны (босн. и хорв. Grb Bosne i Hercegovine, серб. Грб Босне и Херцеговине) — государственный символ Боснии и Герцеговины, представляет собой синий щит с жёлтым треугольником. Треугольник символизирует три основные группы населения страны (боснийцев, хорватов и сербов) и очертания страны на карте. Белые звезды символизируют Европу.

## История герба

### Средневековый герб Боснии

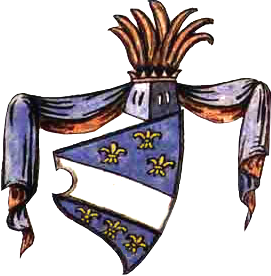
Герб бана Твртко I

В Средние века как такового государственного герба у Боснии не существовало. В XII—XIII веках Босния входила в состав Византии, Венгрии и Сербии, и поэтому своего герба у неё как области не было. В его качестве служил герб правящей в Боснии династии Котроманичей: окаймлённый золотом лазоревый щит пересечён сверху вниз по диагонали серебряной (белой) полосой, на которой в некоторых случаях могла изображаться волнообразная линия. После обретения независимости и приобретения Боснией статуса королевства в XIV веке по обеим сторонам серебряной полосы появилось три лилии. Помимо «официального» герба Боснии, существовало несколько апокрифических, сложенных европейскими геральдистами. Чаще всего на них изображались накось скрещённые посохи червлёной или чёрной фактуры с головами негров-мавров на концах. После завоевания турками поверх них мог изображаться щиток с червлёным фоном и серебряными звездой и полумесяцем — символами ислама. Вариант этого герба без щитка присутствует на портрете Стефана Душана сербского художника Иова Василевича 1750-х годов.
В Хумской земле правила семья Косачи, они же Храничи. Их герб представляет собой щит с четырьмя червлёными и тремя серебряными диагональными линиями. На центральной полосе, прямо из верхнего левого угла, мог изображаться маленький червлёный крестик. В 1435 году представитель рода Косачей Стефан Вукшич, пользуясь феодальной раздробленностью, основал собственное государство, а в 1448 году провозгласил себя герцогом. С тех пор эта историческая область получила название Герцеговина.

Апокрифический герб из гербовника Себастьяна Мюнстера (1552 год)
Апокрифический герб из Фойницкого гербовника XVII века
Герб Котроманичей
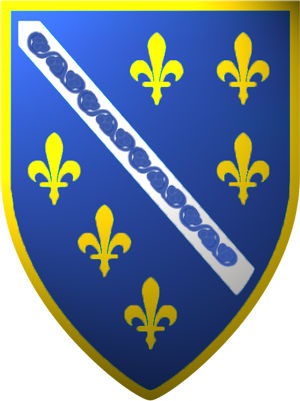
Второй вариант
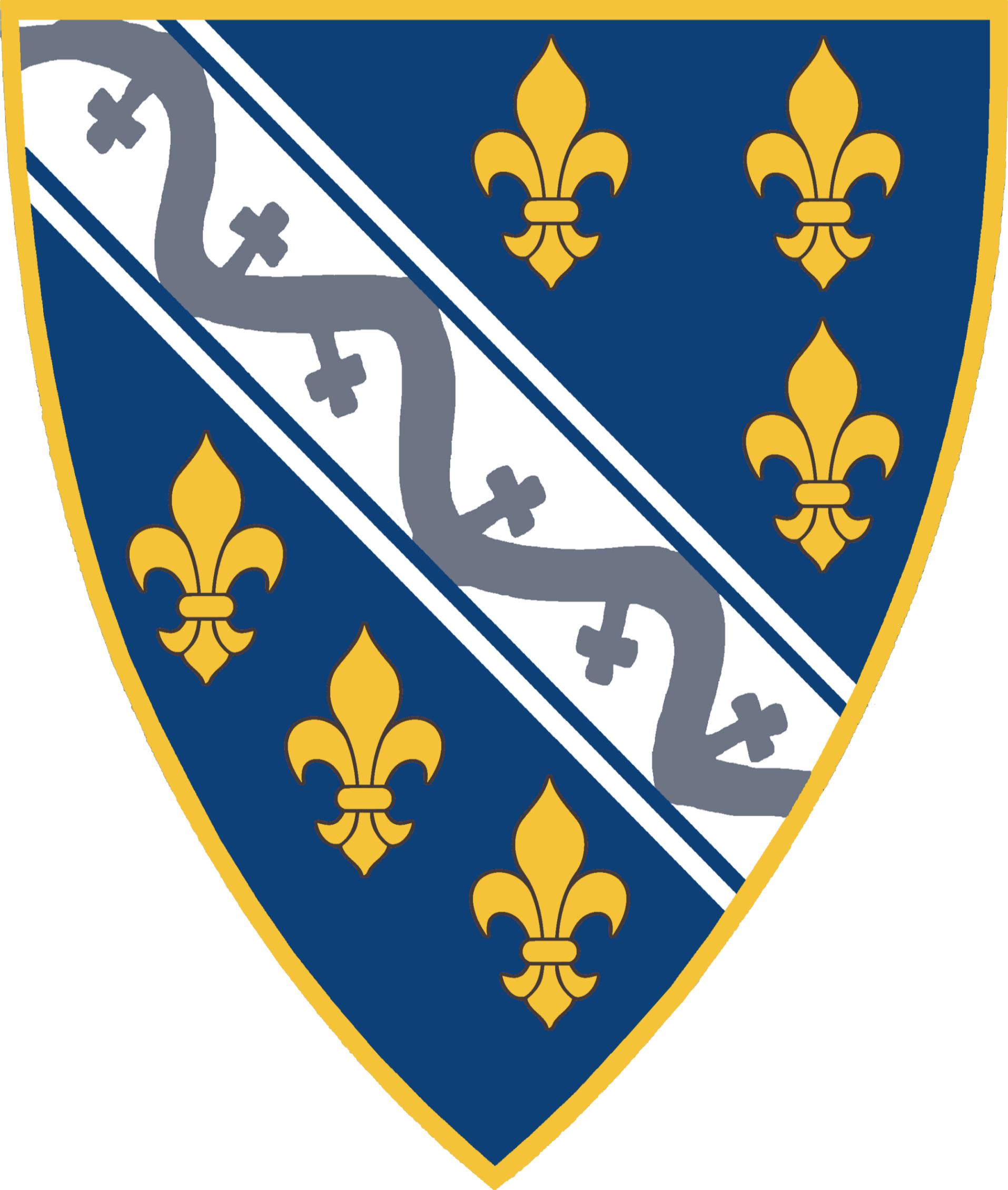
Третий вариант
Герб Котроманичей во времена бановины Боснии
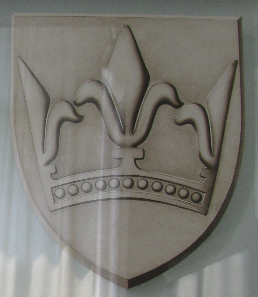
Герб Боснии в виде королевской короны на щите, экспонат Национального музея Боснии и Герцеговины в Сараево
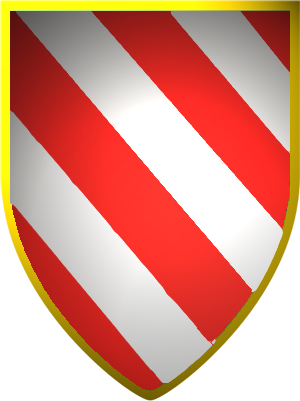
Герб Косачей
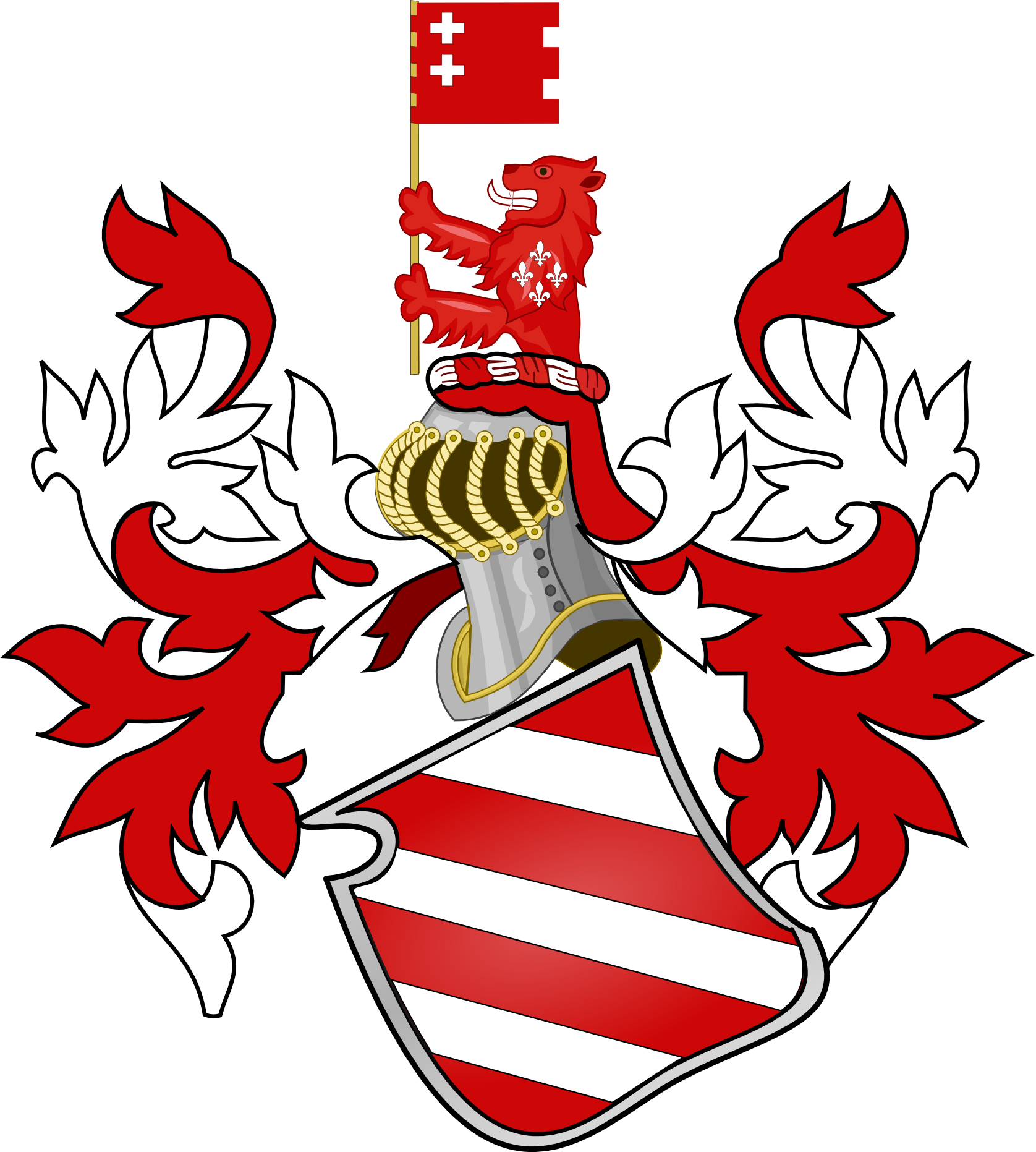
Герб Косачей, второй вариант
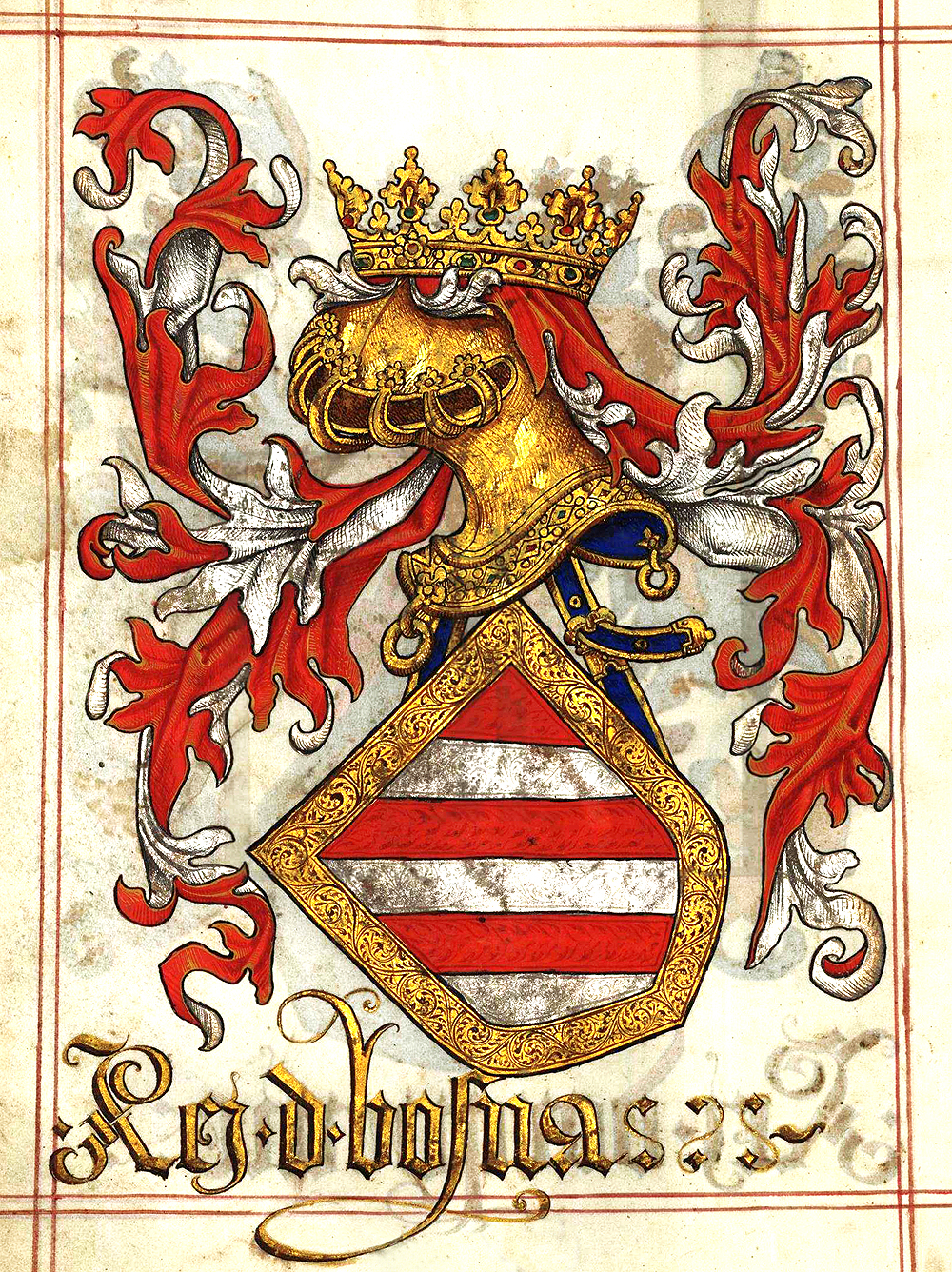
Герб Косачей из португальского гербовника pt:Livro do Armeiro-Mor 1509 года
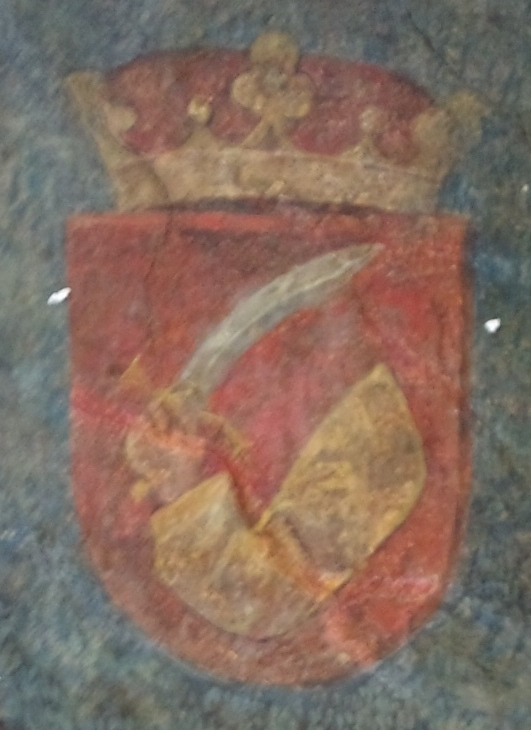
Личный герб Стефана Вукшича, фреска в доме магистрата Зеллера на Герцог-Фридрих-штрассе, Инсбрук, ок. 1495 г.

### В составеОсманской империииАвстро-Венгрии

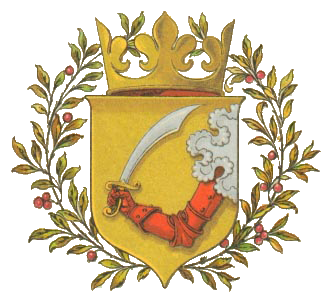
Герб Кондоминиума Боснии и Герцеговины

Будучи частью Османской империи, Босния не имела своего герба, что не мешало европейским геральдистам составлять апокрифические гербы.

Второй вариант

После присоединения Боснии к Австро-Венгрии в 1877 году, для новообразованного кондоминиума Боснии и Герцеговины был создан герб. За его основу взят личный герб Стефана Вукшича-Косачи: червлёная рука в доспехах, выходящая из серебряного облака, держит серебряный меч с золотой рукоятью. Фон щита — золотой. Этот герб также использовался на флаге Боснии во время коронации императора Священной Римской империи Фердинанда II королём Венгрии в 1618 году.

### В составе Югославии

Герб Социалистической Республики Босния и Герцеговина

В составе Королевства сербов, хорватов и словенцев, а затем королевства Югославии Босния не имела своего герба, так как не рассматривалась как отдельный регион страны. Положение изменилось с приходом к власти коммунистов во главе с Иосипом Броз Тито. Была создана автономная Социалистическая Республика Босния и Герцеговина, которая в качестве атрибута хоть и не суверенного, но всё же государства получила в том числе флаг и герб. Герб, принятый 31 декабря 1946 года, был составлен по образцу герба СССР: он состоял из двух снопов пшеницы и заводских труб на фоне серой горы, которые обрамлены колосьями в виде круга, перевитыми червлёной лентой. Над ними возвышается красная звезда — символ коммунистической идеологии.

### После распадаСФРЮ
В 1992 году по результатам проведённого референдума Босния и Герцеговина вышла из состава Югославии. В качестве герба был принят немного видоизменённый герб Котроманичей (был убран волнообразный узор с белой полосы). Не согласные с результатом референдума боснийские сербы провозгласили своё государство — Республику Сербскую (не путать с Республикой Сербией), за основу герба которой был взят исторический герб Сербии: двуглавый белый орёл в червлёном щите, на груди которого имеется червлёный же щиток разделённый прямым серебряным крестом, в каждой четверти которого изображено четыре огнива такого же цвета. Все четыре огнива символизируют национальный девиз сербского народа: «Само слога Србина спасава» (серб. Только единство спасёт сербов). В 2007 году, спустя 12 лет после восстановления территориальной цельности Боснии и включения Республики Сербской в её состав, герб Республики Сербской был признан неконституционным, поэтому со следующего года он был изменён: теперь он представляет собой круг цветов государственного флага (красно-бело-синего), на который наложены золотые переплетённые буквы Р и С. Круг окружен венком из золотых дубовых листьев, переплетенных внизу лентой цветов флага и увенчан королевской короной династии Карагеоргиевичей.
Боснийские хорваты также изначально были недовольны политикой боснийцев и поэтому в ноябре 1991 года провозгласили Хорватскую республику Герцег-Босна, гербом послужила шаховница (бело-красная шахматная клетка) на польском щите. В 1994 году, после неудачных попыток, боснийцы и хорваты заключили союз против сербов, а после завершения войны, в 1996 году, была создана Федерация Боснии и Герцеговины, герб которой представляет собой варяжский щит, поделённый надвое. В верхней половине расположены два щитка: слева — варяжский щиток с зелёным фоном и золотой лилией (символизирует мусульман), справа — испанский щиток с хорватской шаховницей. В нижней половине на лазоревом фоне, в форме круга расположены 10 серебряных звёзд, символизирующих 10 кантонов федерации. В 2007 году, как и в случае с гербом Республики Сербской, герб боснийско-хорватской федерации был признан неконституционным. С тех пор герба у боснийско-хорватской федерации нет.
Помимо хорватов и сербов, боснийцы, не согласные с политикой Изетбеговича (во главе с Фикретом Абдичем), жившие на западе страны, провозгласили собственное государство — Автономную область, а затем республику Западная Босния. Герб Западной Боснии имел небольшие отличия от герба Котроманичей, в частности, три лазоревых окружности на белой полосе.

Герб Республики Босния и Герцеговина (1992—1998)
Логотип Армии Боснии и Герцеговины с 1992 по 1997 годы
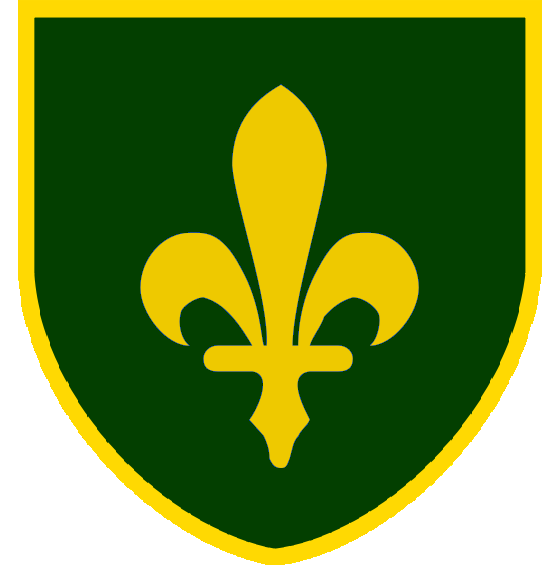
Этнический герб боснийцев-мусульман
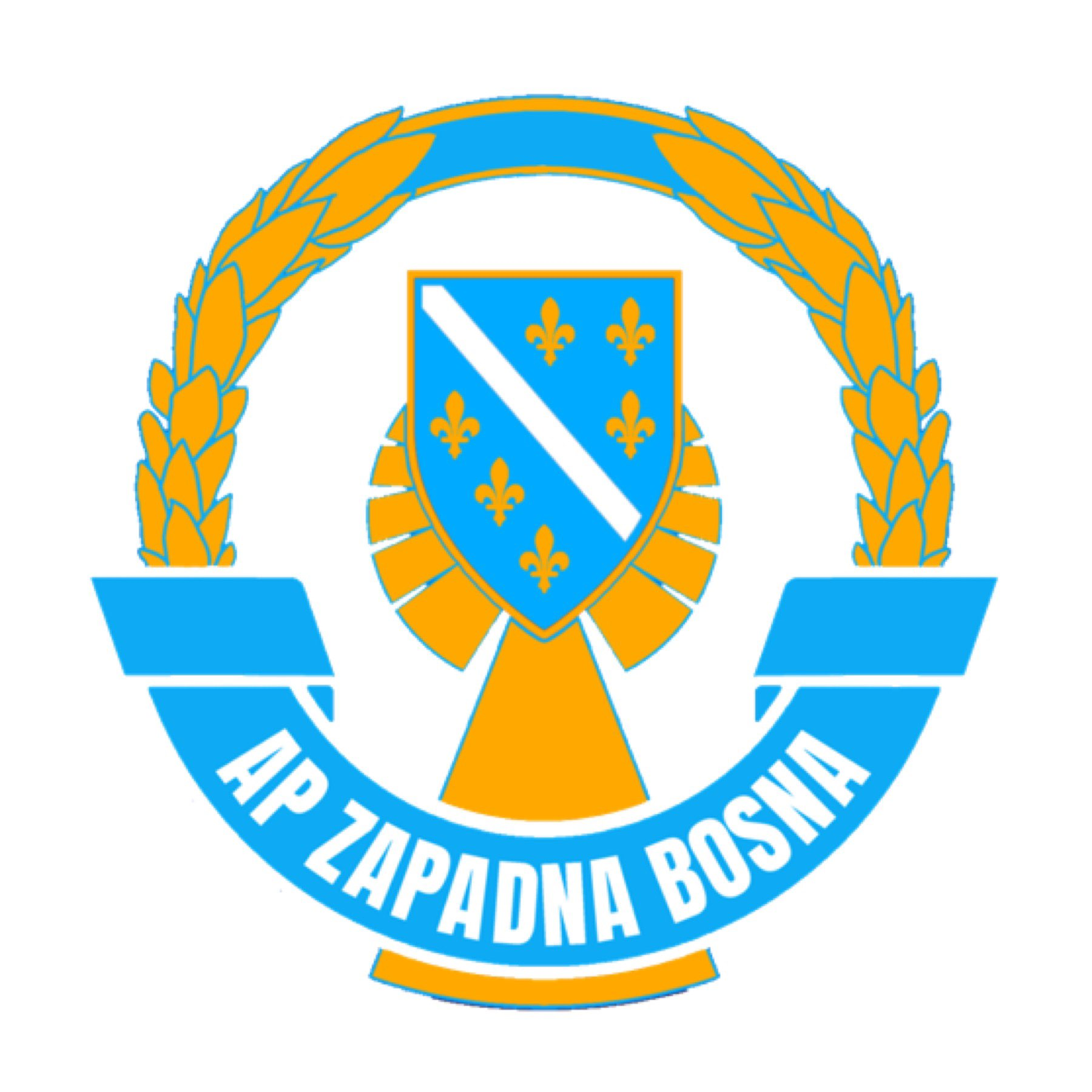
Герб Западной Боснии
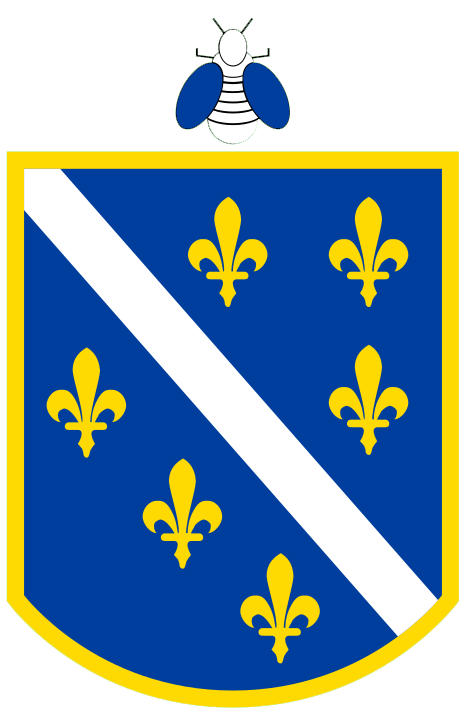
Герб Автономной области Западная Босния (1993-1995)
Флаг Автономной области Западной Боснии
Флаг Республики Западной Боснии
Герб Республики Сербской с 1992 по 2008 годы
Герб Республики Сербской с 2008 года
Герб Хорватской республики Герцег-Босна
Герб Федерации Боснии и Герцеговины
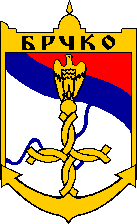
Герб округа Брчко